# Rambla de Peñaflor
La rambla de Peñaflor o barranco de Peñaflor es una rambla del este de la península ibérica, tributaria del río Mijares por su margen derecha.

## Curso
Nace de la unión de la rambla de la Pila y del barranco del Valle, que bajan desde las vertientes orientales del sector de la sierra de Camarena al norte de peña Blanca y entran en la depresión de Sarrión. Atraviesa en sentido oeste-este un sector del término municipal de La Puebla de Valverde al sur de esta localidad, recibe las aguas del barranco de Vallomba y desemboca en el Mijares en la frontera de los términos municipales de Sarrión y Valbona, aguas hacia abajo de la rambla de la Peñuela.

## Hidronimia
El hidrónimo barranco de Peñaflor o rambla de Peñaflor deriva de un orónimo Peñaflor recurrente en la toponimia aragonesa y peninsular en general. Se hace mención del barranco de Peñaflor en el año judicial 1483-1484 de las "Crónicas de los Jueces de Teruel":

En el mes de abril fallaron un hombre muerto en cerca de la Puebla de Valverde, al barranco de Peñiaflor, que tenia diversos golpes en su persona...